# Federico López
Pour les articles homonymes, voir López.
Federico López, né le 26 mars 1962, à Mexico, au Mexique et décédé le 6 novembre 2006, à Guaynabo, à Porto Rico, est un joueur portoricain de basket-ball. Il évolue durant sa carrière au poste de meneur. Il est le fils de Fico López, basketteur cubain.

## Palmarès
- Champion des Amériques 1989
- Finaliste du championnat des Amériques 1988, 1993
- Vainqueur des Jeux panaméricains de 1991